# Дитрих V фон Хонщайн-Херинген
Дитрих V фон Хонщайн-Херинген (на немски: Dietrich V (VI) von Hohnstein-Heringen; * ок. 1306, пр. 1315, Хонщайн; † 1378/1379) е граф на Хонщайн-Херинген.

## Произход
Той е син на граф Дитрих III фон Хонщайн-Клетенберг († 1329/1330) и съпругата му Елизабет фон Валдек († 1371), дъщеря на граф Ото I фон Валдек (1266 – 1305) и ландграфиня София фон Хессен (ок. 1264 – 1331/1340). Брат му Улрих III фон Хонщайн-Келбра († 1414) e граф Хонщайн и Келбра и Морунген.

## Фамилия
Първи брак: между 21 септември 1326 и 22 февруари 1333 г. с графиня Аделхайд (Агнес) фон Холщайн-Шауенбург-Рендсбург (* 1293/1299; † януари 1350), вдовица на херцог Ерих II фон Шлезвиг (1288 – 1325), дъщеря на граф Хайнрих I фон Холщайн-Рендсбург (1258 – 1304) и Хайлвиг фон Бронкхорст († 1324). Те имат децата:
- Дитрих VI († 1393), граф на Хонщайн в Хонщайн и Херинген, женен пр. 4 май 1391 г. за Лутруд фон Мансфелд-Кверфурт († сл. 1394)
- Хайнрих VIII († 1392/1399), граф на Хонщайн
- Елизабет († сл. 26 март 1393), омъжена пр. 26 март 1393 г. за Бруно V фон Кверфурт († 1402), син на  Гебхард IV фон Кверфурт-Наумбург  († 1383) и Елизабет фон Мансфелд († 1358)

Втори брак: пр. 24 август 1366 г. с принцеса София фон Брауншвайг-Волфенбютел (* 1340; † 1394), дъщеря на херцог Магнус I фон Брауншвайг-Волфенбютел (1304 – 1369) и маркграфиня София фон Бранденбург (1300 – 1356).
- Агнес (1360 – 1404), омъжена пр. 29 август 1377 г. за граф Христиан V фон Олденбург (1340 – 1399), син на граф Конрад I фон Олденбург († 1350) и Ингеборг фон Холщайн-Пльон († сл. 1343)